# Dickeya
Genre
Dickeya est un genre de bacilles Gram négatifs de la famille des Pectobacteriaceae. Son nom fait référence au phytopathologiste R.S. Dickey en hommage à ses contributions concernant l'étude du « complexe Erwinia chrysanthemi ».
Plusieurs espèces sont des phytopathogènes notoires,.

## Taxonomie
Ce genre a été créé en 2005 par reclassement des espèces Pectobacterium chrysanthemi et Brenneria paradisiaca déjà comptées dans la famille des Pectobacteriaceae.
Jusqu'en 2016 il était compté parmi les Enterobacteriaceae auquel il était rattaché sur la base de critères phénotypiques. Depuis la refonte de l'ordre des Enterobacterales en 2016 par Adeolu et al. à l'aide des techniques de phylogénétique moléculaire, il a été déplacé vers la famille des Pectobacteriaceae nouvellement créée.

## Liste d'espèces
Selon la LPSN (26 octobre 2022) :
- Dickeya aquatica Parkinson et al. 2014
- Dickeya chrysanthemi (Burkholder et al. 1953) Samson et al. 2005 – espèce type
- Dickeya dadantii Samson et al. 2005
- Dickeya dianthicola Samson et al. 2005
- Dickeya fangzhongdai Tian et al. 2016
- Dickeya lacustris Hugouvieux-Cotte-Pattat et al. 2019
- Dickeya oryzae Wang et al. 2020
- Dickeya parazeae Hugouvieux-Cotte-Pattat & Van Gijsegem 2021
- Dickeya poaceiphila Hugouvieux-Cotte-Pattat et al. 2020
- Dickeya solani van der Wolf et al. 2014
- Dickeya undicola Oulghazi et al. 2019
- Dickeya zeae Samson et al. 2005

Les espèces suivantes ont été reclassées :
- Dickeya dadantii subsp. dieffenbachiae (Samson et al. 2005) Brady et al. 2012 : reclassement de D. dieffenbachiae
- Musicola paradisiaca (Fernandez-Borrero & Lopez-Duque 1970) Hugouvieux-Cotte-Pattat et al. 2021 : reclassement de D. paradisiaca

## Plantes hôtes
Le tableau suivant indique une correspondance entre certaines espèces et leurs plantes hôtes, :
|                                       | Synonymes | Principales plantes-hôtes                                                                                              |
| Dickeya chrysanthemi bv. chrysanthemi | Erwinia chrysanthemi biotype 5 Erwinia chrysanthemi pv. chrysanthemi Pectobacterium chrysanthemi pv. chrysanthemi                  | Chrysanthemum spp., pomme de terre, chicorée, tomate, tournesol                                                        |
| Dickeya chrysanthemi bv. parthenii    | Erwinia chrysanthemi biotype 6 Erwinia chrysanthemi pv. parthenii Pectobacterium chrysanthemi pv. parthenii                        | Parthenium, artichaut, Philodendron                                                                                    |
| Dickeya dadantii                      | Erwinia chrysanthemi biotype 3 (certaines souches)                                                                                 | Pelargonium, ananas, pomme de terre, Dianthus spp., Euphorbia, patate douce, bananier, maïs, Philodendron, Saintpaulia |
| Dickeya dianthicola                   | Erwinia chrysanthemi biotypes 1, 7 et 9 Erwinia chrysanthemi pv. dianthicola Pectobacterium chrysanthemi pv. dianthicola           | Dianthus spp., pomme de terre, tomate, chicorée, artichaut, Dahlia, Kalanchoe                                          |
| Dickeya dieffenbachiae                | Erwinia chrysanthemi biovar 2 Erwinia chrysanthemi pv. dieffenbachiae Pectobacterium chrysanthemi pv. dieffenbachiae               | Dieffenbachia, tomate, bananier                                                                                        |
| Dickeya paradisiaca                   | Erwinia chrysanthemi biotype 4 Erwinia chrysanthemi pv. paradisiaca Erwinia paradisiaca Brenneria paradisiaca                      | Bananier, maïs, pomme de terre                                                                                         |
| Dickeya solani                        | Dickeya spp biotype 3 (certaines souches)                                                                                          | Pomme de terre, jacinthe                                                                                               |
| Dickeya zeae                          | Erwinia chrysanthemi biotype 8 et autres souches du biotype 3 Pectobacterium chrysanthemi biotype 8 et autres souches du biotype 3 | Maïs, pomme de terre, ananas, bananier, tabac, riz, Brachiaria, Chrysanthemum spp.                                     |